# Alegeri prezidențiale în Finlanda, 2006
Alegerile prezidențiale din Finlanda din 2006 au avut ca rezultat realegerea doamnei Tarja Halonen  drept președinte a Finlandei pentru un al doilea mandat de 6 ani.
Primul scrutin în alegerile prezidențiale finlandeze se derulează întotdeauna în a treia duminică din ianuarie, în acest caz 15 ianuarie 2006. Cum nici un candidat nu a primit mai mult de 50% din voturi, s-a realizat un al doilea tur de alegeri pe 29 ianuarie 2006 între primii doi candidați: Tarja Halonen și Sauli Niinistö. Tarja Halonen, realeasă, a câștigat runda finală cu o diferență de 3,6%. Noul președinte ales și-a preluat official funcția în al doilea mandat pe 1 martie 2006.
Votul anterior este posibil în alegerile finlandeze, și datele acestei prime runde au fost 4, 5, 7 și 10 ianuarie. Cetățenii finlandezi din alte țări au putut vota de pe 4 până pe 7 ianuarie. Avantajul votului anterior este că alegătorii au o posibilitate largă de a alege centrele de votare (de obicei oficii poștale), în timp ce în ziua de fapt a alegerilor, centrele de votare sunt fixe, de obicei în școli, librării sau primării.

## Primul scrutin

### Candidați
Candidații sunt listați în continuare în ordinea numerelor de pe buletinul de vot.Această listă a fost confirmată de Comitetul Electoral Districtual Helsinki pe data de 15 decembrie 2005.
1. (Vezi dedesubt)
2. Bjarne Kallis (Partidul Creștin Democrat)
3. Sauli Niinistö (Partidul Coaliția Națională)
4. Timo Soini (Partidul Adevărații Finlandezi)
5. Heidi Hautala (Partidul Liga Verde)
6. Henrik Lax (Partidul Cetățenilor Suedezi)
7. Matti Vanhanen(Partidul Central); reales Prim-ministru al Finlandei,
8. Arto Lahti (independent)
9. Tarja Halonen (Partidul Social Democrat;sprijinită și de Partidele de Stânga);în present realeasă.

Legea prevede ca numerotarea candidaților să se înceapă de la numărul 2.Sunt mai multe motive,cum ar fi prevenirea ca vreun candidat să folosească sloganul “numărul 1” pentru publicitate,prevenirea ambiguității între numerele 1 și 7 sau prevenirea ca voturile să fie declarate nule datorită because of a resemblance to a tickmark.

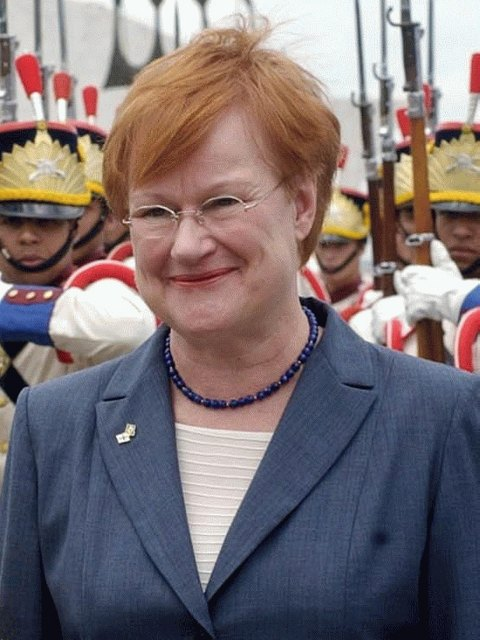
Tarja Halonen candidatul  Partidului Social Democrat, câştigatoarea primului tur 46,3% din voturi
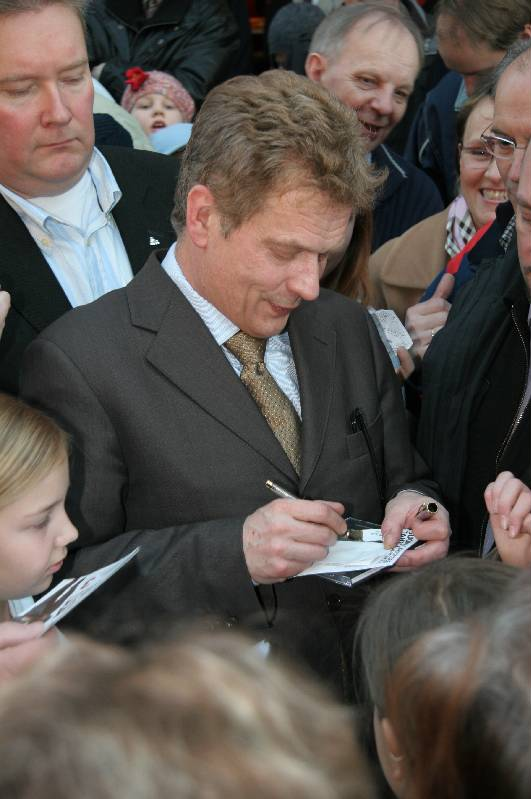
Sauli Niinistö candidatul Partidului Coaliţia Naţională, clasat al 2-lea în primul tur cu 24,1% din voturi.
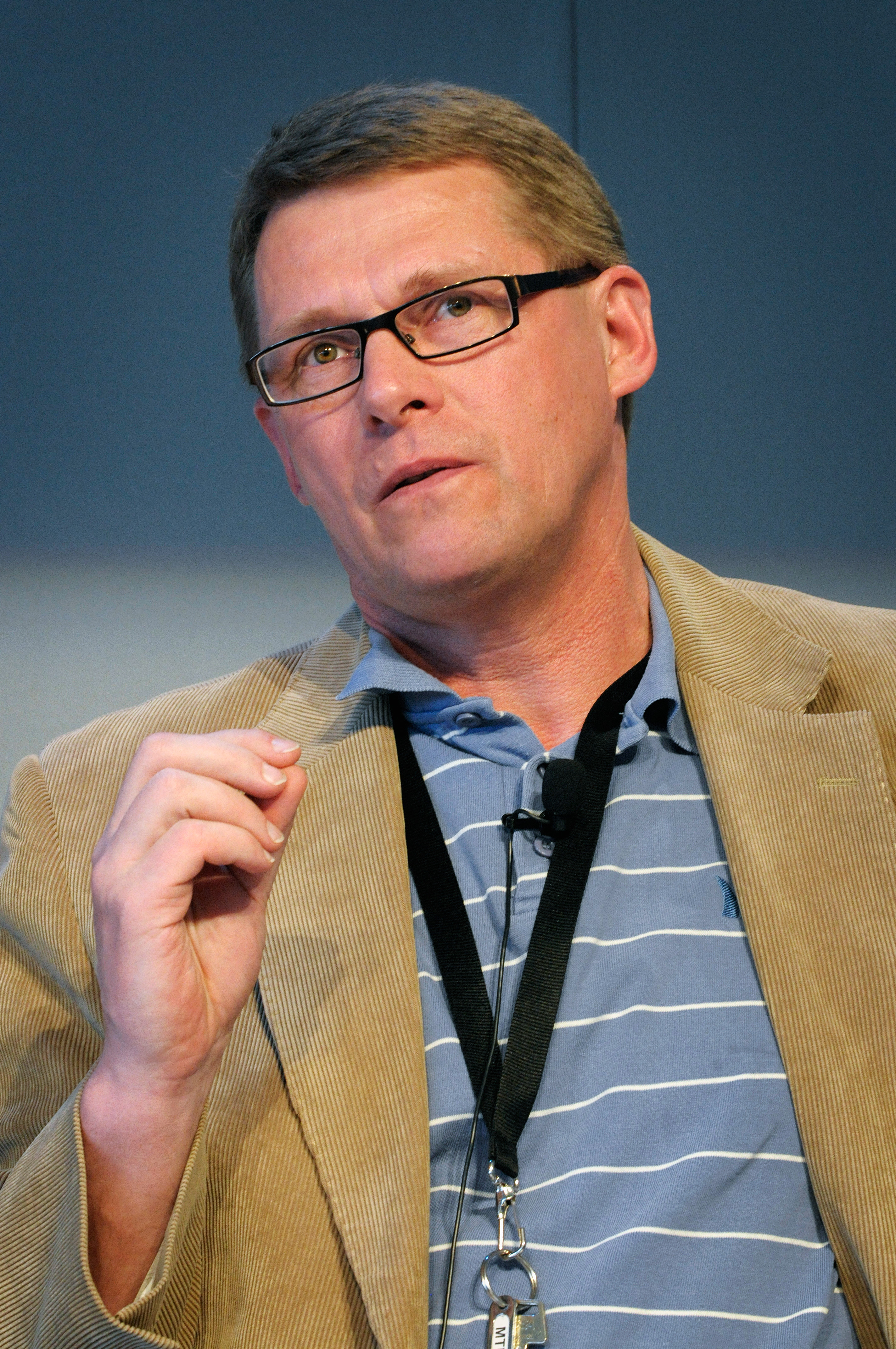
Matti Vanhanen candidatul Partidului Central,terminând al 3-lea în primul tur cu 18,6% din voturi.
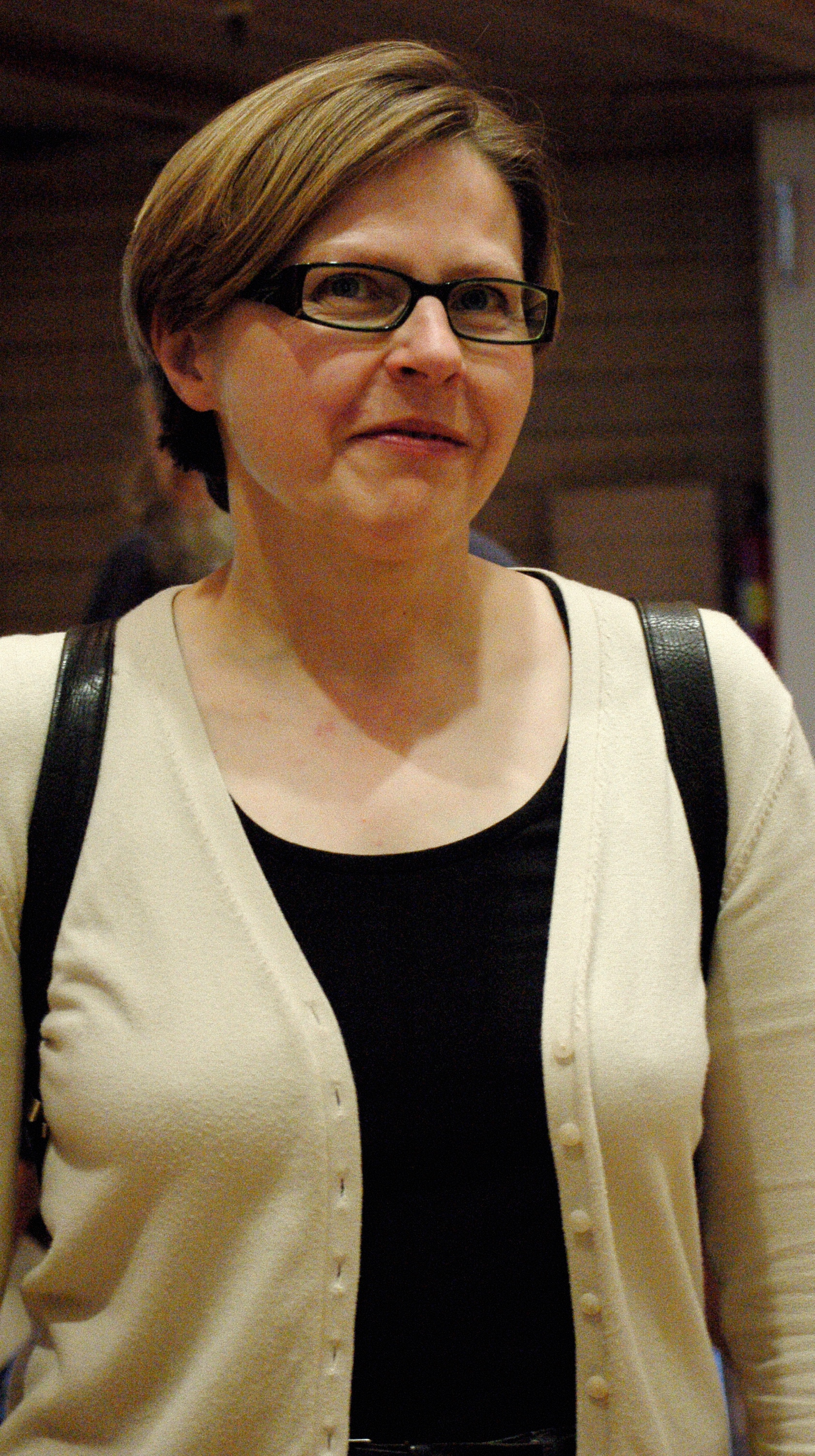
Heidi Hautala candidatul Partidului Liga Verde, clasată a 4-a în primul tur cu  3,5% din voturi.

### Rezultate
Electorat: 4 272 537 .
Primul tur: 3 025 606 voturi, 70.8%  din electorat.
 Rezultele votului anterior 
| Candidat       | Partid                         | Voturi  | %    |
| -------------- | ------------------------------ | ------- | ---- |
| Tarja Halonen  | Partidul Social Democrat       | 636.143 | 49,4 |
| Sauli Niinistö | Partidul Coaliția Națională    | 281.901 | 21,9 |
| Matti Vanhanen | Partidul Central               | 258.034 | 20,0 |
| Timo Soini     | Partidul Adevărații Finlandezi | 33.275  | 2,6  |
| Heidi Hautala  | Partidul Liga Verde            | 31.406  | 2,4  |
| Bjarne Kallis  | Partidul Creștin Democrat      | 23.009  | 1,8  |
| Henrik Lax     | Partidul Cetățenilor Suedezi   | 17.654  | 1,4  |
| Arto Lahti     | (independent)                  | 5.810   | 0,5  |

 Sumarul rezultatului primului scrutin din alegerile prezidențiale  finlandeze ,2006
| Candidat       | Partidul reprezentat           | Voturi în primul tur | %    |
| -------------- | ------------------------------ | -------------------- | ---- |
| Tarja Halonen  | Partidul Social Democrat       | 1.397.030            | 46,3 |
| Sauli Niinistö | Partidul Coaliția Națională    | 725.866              | 24,1 |
| Matti Vanhanen | Partidul Central               | 561.990              | 18,6 |
| Heidi Hautala  | Partidul Liga Verde            | 105.248              | 3,5  |
| Timo Soini     | Partidul Adevărații Finlandezi | 103.492              | 3,4  |
| Bjarne Kallis  | Partidul Creștin Democrat      | 61.483               | 2,0  |
| Henrik Lax     | Partidul Cetățenilor Suedezi   | 48.703               | 1,6  |
| Arto Lahti     | (independent)                  | 12.989               | 0,4  |

## Al doilea scrutin
Un al doilea scrutin s-a derulat  pe 29 ianuarie 2006,între  Tarja Halonen (Partidul Social Democrat) și  Sauli Niinistö (Partidul Coaliția Națională).
Sondajele au prevăzut un scor strâns.O statistică realizată pe 19 ianuarie (de HS Gallup) a oferit lui Halonen 53% și lui Niinistö 47% din voturi. Prin comparație, în octombrie 2005 o majoritate clară,de 70%,ar fi votat Halonen  dacă ar fi avut de ales între aceasta și Niinistö.
Patru din cei șase candidați care nu au ajuns în turul doi: Matti Vanhanen, Bjarne Kallis, Henrik Lax and Arto Lahti și-au exprimat public suportul către  Sauli Niinistö pentru al doilea scrutin. Aceasta denotă o alianță slabă denumită porvariyhteistyö în mass-media finlandeză (tradus aproximativ “alianță burgheză”).  Potrivit lui Niinistö și lui  Vanhanen, principalele partide de dreapta (Partidul Coaliția Națională și Partidul Central) au stabilit cu aproximativ un an în urmă un acord pentru o mai bună competiție împotriva lui Halonen, susținută și de Partidul Social Democrat,și de Partidele de Stânga.

### Rezultate
Electorat: 4 272 537 .
Al doilea tur: 3 163 096 voturi,74.0% din electorat .
 Sumarul rezultatului celui de-al 2-lea scrutin din alegerile prezidențiale  finlandeze, 2006
| Candidat       | Partidul reprezentat        | Voturi în turul 2 | %    |
| -------------- | --------------------------- | ----------------- | ---- |
| Tarja Halonen  | Partidul Social Democrat    | 1.630.980         | 51,8 |
| Sauli Niinistö | Partidul Coaliția Națională | 1.518.333         | 48,2 |

Primele județe în topul alegătorilor lui Tarja Halonen și Sauli Niinistö au fost:
| Halonen | Halonen   | Halonen  |
| #       | Județ     | % voturi |
| ------- | --------- | -------- |
| 1       | Kökar     | 78,2     |
| 2       | Lemland   | 72,0     |
| 3       | Kemi      | 70,6     |
| 4       | Saltvik   | 70,4     |
| 5       | Kumlinge  | 69,8     |
| 6       | Suolahti  | 69,4     |
| 7       | Pohja     | 69,2     |
| 8       | Eckerö    | 68,6     |
| 9       | Mariehamn | 68,2     |
| 10      | Finström  | 67,0     |

| Niinistö | Niinistö    | Niinistö |
| #        | Județ       | % voturi |
| -------- | ----------- | -------- |
| 1        | Alahärmä    | 78,1     |
| 2        | Kauniainen  | 75,1     |
|          | Kortesjärvi | 75,1     |
| 4        | Lappajärvi  | 74,3     |
| 5        | Halsua      | 74,1     |
| 6        | Ylihärmä    | 72,8     |
|          | Karijoki    | 72,8     |
| 8        | Evijärvi    | 72,2     |
| 9        | Veteli      | 71,8     |
| 10       | Kuortane    | 71,6     |
|          | Ylistaro    | 71,6     |

## Temele alegerilor electorale
Principala temă de discuție în campania anterioară alegerilor au fost puterile președintelui și dacă acestea ar trebui limitate. Heidi Hautala,candidata Partidului Liga Verde a sugerat ca președintelui să i se ia puterile de decizie în ceea ce privește afacerile și politica externă,această sugestie întâlnind o opoziție acerbă din partea celor 3 candidați a celor mai mari partide:Tarja Halonen, Matti Vanhanen and Sauli Niinistö. Halonen, principalul candidat de stânga și președinte reales,a subliniat în continuare că puterile președintelui nici nu ar trebui crescute pentru că acest fapt,în opinia dumneaei,ar reduce gradul de deocrație în luarea deciziilor.
O alta temă importantă a alegerilor a fost amenințarea terorismului internațional și lupta împotriva acestuia.Principalul candidat de dreapta, Sauli Niinistö, a declarat în ultima dezbatere prezidențială că va lua în considerare o aderare într-un Tratat al Organizației Nord Atlantice(NATO) “mai European” după 2008,dar acest fapt a fost puternic respins de ceilalți candidați principali.Singurul candidat care a susținut această idee a fost celălalt candidat de dreapta, Henrik Lax,din Partidul Cetățenilor Suedezi.Conform unei statistici realizate de Agenția de Statistică Taloustutkimus  în iulie 2005,majoritatea populației finlandeze considera că aderarea la NATO ar crește riscul de terorism internațional în Finlanda,în loc să îl scadă.Aceeași opinie au avut-o și Vanhanen, din Partidul Central, și Halonen.
Alte teme au: inclus valorile creștine, susținută de Bjarne Kallis;legături mai puternice în jurul Mării Baltice și în Uniunea Europeană ,susținută de Henrik Lax; critica UE susținută de Timo Soini ; situația întreprinderilor și reluarea discuțiilor asupra problemei  teritoriului Karelia suaținută de  Arto Lahti.
Sauli Niinistö a inclus situația muncii ca altă temă.Sloganul campaniei lui a fost “Președintele muncitorilor” (Työväen presidentti) și aceasta a adus mulți susținători din rândul sindicaliștilor și a susținătorilor partidelor de stânga. Oricum,el a fost criticat pentru încercarea de a ademeni alegătorii partidelor de stânga prin sloganul său. Campania lui  Niinistö declara ca nu sunt  “muncitori de dreapta” sau “muncitori de stânga” ci doar muncitori finlandezi și bunăstarea finlandezilor. 

## Sondaje de opinie
Urmează ultimele date statistice date publicității.Metodele de obținere a datelor pot varia(chestionarele sau perioada în care se fac sondajele),acest lucru determinând diferențele între sondaje.
Procentajul total poate depăși 100% datorită rotunjirilor.
Două din ultimele sondaje realizate de Taloustutkimus și Suomen Gallup au pus problema dacă Halonen va câștiga 50%+ majoritatea voturilor necesare pentru câștigarea alegerilor din primul tur.Potrivit Helsingin Sanomat,motivul pentru care Halonen a scăzut în sondaje poate fi creșterea numărului persoanelor care nu vor să spună numele candidatului favorit,unii invocând faptul că votul este secret. Spațiul și timpul de emisie oferit de mass-media candidaților e posibil să fi oferit mai puține șanse candidaților de a face cunoscute publicului opiniile lor,acest fapt afectând datele statistice. 
Pe de altă parte,ultimul sondaj realizat de  Research International nu a arătat nici o schimbare în popularitatea lui Halonen în trei săptămâni diferite
Candidații și susținătorii lor și-ai interpretat sondajele în avantajul lor.în mintea lui Timo Soini a fost o mare surpriză așteptând rezultatele,,primind de fapt 3,4% din voturi ceea ce a  reprezentat mult mai mult decât procentul primit de partidul ce-l susținea(Partidul Adevărații Finlandezi) la ultimele alegeri parlamentare. Tarja Halonen a declarat aceaste alegeri ca fiind singurele în care i s-a demonstrat atâta susținere,spunând pe 10 ianuarie:”Balanța se înclină exact cum trebuie” ,referindu-se la bucuria obținerii majorității voturilor. Sauli Niinistö a declarat public faptul că în turul 2 va fi el și Halonen.

## Procedura de votare
Alegerile prezidențiale finlandeze din 2006 au avut loc între orele 09:00 și  20:00 în ambele zile de alegeri,cu perioade special alese pentru votul anterior înaintea ambelor tururi de votare.Fiecare municipalitate era obligată de lege sa aibă cel puțin o stație de votare.Peste hotare cetățenii finlandezi puteau vota la ambasadele,consulatele sau consulatele onorifice ale Finlandei din întreaga lume.Candidații erau aleși direct de electorat. 
Număratoarea voturilor anterioare a început la 15:00, și era de așteptat să fie finalizată înainte de ora 20:00, când primele rezultate preliminarii au fost anunțate.Numărătoarea preliminară a voturilor din ziua alegerilor a început la 20:00,după care voturile au fost trimise la Comitetul Electoral Central Helsinki,unde au fost renumărate.Rezultatele definitive ale alegerilor prezidențiale finlandeze trebuie confirmate în următoarea marți,cel târziu la ora 10:00,lucru menționat și în lege.Oricum sunt numărate destule voturi în prima oră după închiderea stațiilor de votare pentru anunțarea unui rezultat neoficial,dar clar.  

### Pagini ale campaniilor
- Tarja Halonen Arhivat în 15 iunie 2021, la Wayback Machine.
- Heidi Hautala Arhivat în 13 ianuarie 2006, la Wayback Machine.
- Bjarne Kallis Arhivat în 29 decembrie 2005, la Wayback Machine.
- Arto Lahti Arhivat în 7 august 2019, la Wayback Machine.
- Henrik Lax Arhivat în 8 martie 2006, la Wayback Machine.
- Sauli Niinistö Arhivat în 5 august 2011, la Wayback Machine.
- Timo Soini Arhivat în 30 decembrie 2010, la Wayback Machine.
- Matti Vanhanen